# Hilary Alexander
Hilary Alexander (Napier, 5 febbraio 1946 – Londra, 5 febbraio 2023) è stata una giornalista neozelandese naturalizzata britannica, per anni fashion director del The Daily Telegraph. È stata nominata due volte "Giornalista dell'Anno" (nel 1997 e nel 2003) ai British Fashion Awards. Fu editrice per il periodico Hello! e lavorò come stilista e conduttrice freelance.

## Biografia
Nata a Napier, iniziò la sua carriera di giornalista all'età di 16 anni come apprendista reporter per il Manawatū Standard, prima di diventare reporter per The Evening Post e The Dominion, a Wellington. Continuò come giornalista in Australia per il Ballarat Courier e il Wollongong Mercury, per poi divenire fashion editor per The China Mail e features editor del quotidiano Hong Kong Standard, con sede ad Hong Kong. Divenne fashion editor del Daily Telegraph nel gennaio 1985, e fashion director nel 2003.
Nel maggio 2001 fu insignita del titolo di Visiting Professor dalla University of the Arts London (l'ex London Institute), che è responsabile dei college di moda, del Central Saint Martins e del London College of Fashion e dei college di Chelsea e Camberwell Art. Nel novembre 2007 ricevette il titolo di Doctor of Design dalla Nottingham Trent University.
Ebbe una vasta esperienza in televisione che include i tre anni nel programma della BBC Two Style Challenge, diverse apparizioni su GMTV, Lorraine Kelly, BBC Breakfast e vari documentari per BBC One, BBC Two e Channel 4 . Apparve anche su canali nazionali in Germania, Francia, Spagna, Russia e Cina. Ha partecipato ai quiz televisivi britannici Collegamento più debole e Strictly Come Dancing: It Takes Two (sempre della BBC), e fu spesso intervistata per alcuni canali via cavo di moda tra cui Fashion File, Fashion TV e Video Fashion, oltre che per alcune stazioni radio. Fu la stilista e la presentatrice regolare delle sfilate di Designer Catwalk all'annuale Clothesshow Live a Birmingham. Fu protagonista della serie TV Living Britain's Next Top Model nel 2005 e nel 2006, e apparve anche nella serie del 2016.
Nel giugno 2011 il British Fashion Council e il Daily Telegraph organizzarono una festa per celebrare la sua carriera nella moda. Un divertente video intitolato Hilary Alexander Tribute fu appositamente commissionato per l'evento, completo di citazioni di colleghi e amici tra cui Sir Philip Green, Claudia Schiffer, Suzy Menkes, Stephen Jones e Harold Tillman, che l'hanno affettuosamente descritta come «personaggio fuori dall'ordinario» e «maniaca del lavoro».
Sempre nel 2011 Diane von Fürstenberg, in qualità di presidente del Council of Fashion Designers of America, le rese omaggio descrivendone la "forza incredibile" quando lei vinse lo speciale Eugenia Sheppard Media Award del CFDA. Il designer Michael Kors, che presentò l'evento, l'aveva definita «inaffondabile».
Nell'aprile 2013, commentò la morte dell'ex primo ministro Margaret Thatcher con un'analisi per il Daily Telegraph del suo status di «icona di stile globale», spiegando come la sua immagine fosse «al di là dei dettami di qualsiasi stilista, per non parlare della passerella». Ha anche dettagliato le origini dell'espressione inglese "to handbag somebody", come un riferimento all'accessorio della Thatcher come simbolo del suo stile di governo.
Fu nominata Ufficiale dell'Ordine dell'Impero Britannico (OBE) nel 2013 Birthday Honors per i servizi resi al giornalismo di moda. Alla sua morte, aveva 249 800 follower su Twitter.
Morì dopo un intervento chirurgico a Londra, il 5 febbraio 2023, il giorno del suo 77º compleanno.